# Ізобел Бішоп
Ізобел Бішоп (англ. Isobel Bishop, 8 вересня 1991) — австралійська ватерполістка.
Учасниця Олімпійських Ігор 2016 року.
Призерка Чемпіонату світу з водних видів спорту 2013 року.